# La Vie privée (film, 2005)
Pour les articles homonymes, voir Vie privée (film).
Pour plus de détails, voir Fiche technique et Distribution.
La Vie privée est un film français-portugais réalisé par Zina Modiano, sorti en 2005.

## Fiche technique
- Titre français : La Vie privée
- Réalisation : Zina Modiano
- Scénario : Zina Modiano et Mehdi Ben Attia d'après Private Life de Henry James
- Musique : Grégoire Hetzel
- Production : Paulo Branco
- Pays d'origine :  France |  Portugal
- Genre : drame
- Date de sortie : 2005

## Distribution
- Ouassini Embarek : Sofiane
- Marie Modiano : Maria
- Claire Nadeau : Mme Mellifond
- Aurélien Recoing : Guillaume Vaudrey
- Marilyne Canto : Geneviève
- Jean-Christophe Bouvet : Jean-Emmanuel
- Lolita Chammah : Eva / Zelda
- Dimitri Storoge : Benoît
- Darry Cowl : Mr. Mellifond
- Mehdi Ben Attia : Luigi / Tomas
- Rolande Kalis : La grand-mère